# Carolus de Maets

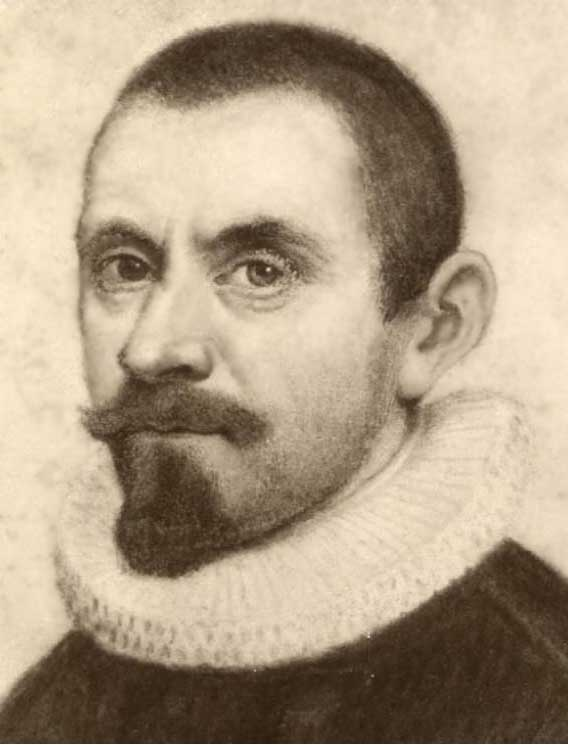
Carolus de Maets

Carolus de Maets (auch: Dematius; * 25. Januar oder 25. Februar 1597 in Leiden; † 20. April 1651 in Utrecht) war ein niederländischer reformierter Theologe.

## Leben
Maets Eltern waren aufgrund ihres Glaubens als Remonstranten von Flandern nach Holland geflohen. Sein Vater wurde Kirchendiener und Schulmeister in Middelburg, wo Maets die Schule besuchte. Ab 1615 absolvierte er anfängliche philosophische Studien an der Universität Franeker, wobei er die Vorlesungen von Sixtinus Amama, Sibrandus Lubbertus (1555–1625) und Johannes Maccovius besuchte. Er entschloss sich, einen theologischen Bildungsweg einzuschlagen.
Danach setzte er seine Studien an der Akademie Sedan bei Andrew Melville (1545–1622), Jacques Cappel (1570–1624) und Daniel Tilenus (1563–1633) fort. Zurückgekehrt in die Niederlande wurde er 1620 Prediger in Scherpenisse in Seeland und 1629 Prediger in Middelburg. In Middelburg redigierte er das Neue Testament und die Apokryphen der ersten offiziellen Bibel niederländischer Sprache. 1636 wurde er zum Professor der Theologie an der Universität Utrecht und Prediger in Utrecht ernannt.
Da die Vertreter der Stadt Middelburg ihn jedoch zum Bleiben bewegten, nahm er erst 1639 die Berufung an und trat am 2. Juni 1640 mit der Rede De ecclesiae Die aedificatione serio promovenda die theologische Professur der Exegese und des Neuen Testaments an. Kurz darauf wurde er von Gisbert Voetius am 3. Juni 1640 zum Doktor der Theologie promoviert. In Utrecht profilierte sich Maets an der Seite von Voetius und Meinardus Schotanus (1593–1644) als orthodoxer Vertreter der näheren Reformation. Zudem beteiligte er sich auch an den organisatorischen Aufgaben der Utrechter Hochschule und war 1647/48 Rektor der Alma Mater.

## Familie
De Maets war dreimal verheiratet
- mit Cornelia (geborene Leijendecker), mit der er mehrere Töchter hatte, von denen eine mit dem Gelehrten Franciscus Leijendecker verheiratet war.
- 1633 mit Anna (geborene Duvelaer)
  - Der Chemiker und Mediziner Carel de Maets (1640–29. Januar 1690) war ihr gemeinsamer Sohn.[1]
- mit Catharina van Sunderen

## Werke
- Disputationes XIV de voto Jepthae. Utrecht 1649.
- Sylva Quaestionum insignium. Utrecht 1650.
- Dissertatio de Christo Servatore contra Socinianos.
- De persona et officiis Christi.
- De Melchisedecho disputationes quatuordecim.
- De sepultura mortuorum disputationes tres. Utrecht 1651.

## Weblink
- Catalogus Professorum Academiae Rheno_Traiectinae